# Tossal de Sant Esperit
El Tossal de Sant Esperit és una muntanya de 1.832 metres que es troba al municipi de la Vall de Boí, a la comarca de l'Alta Ribagorça.